# Комедія-драма

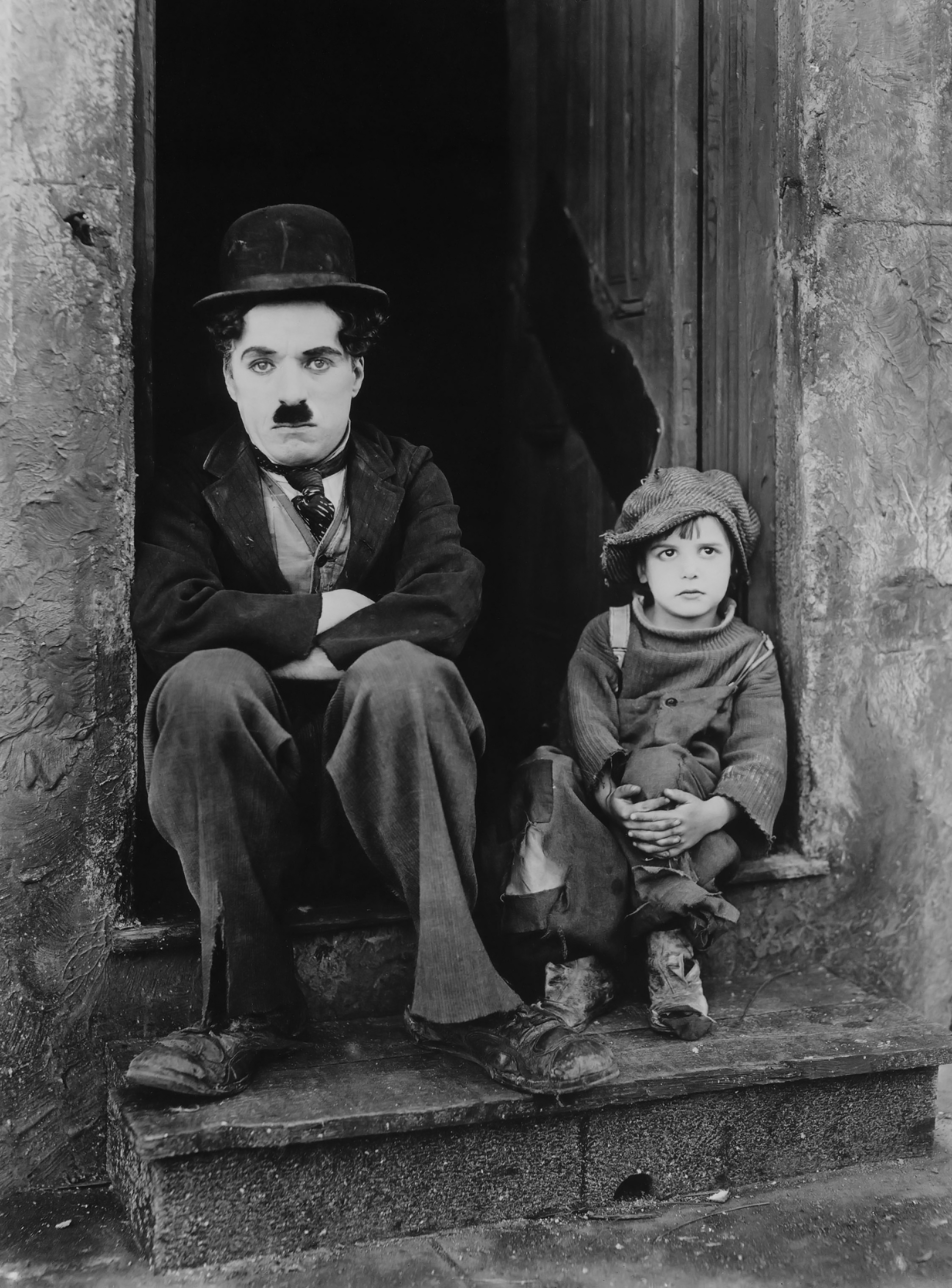
Сцена з комедійної драми «Малюк», 1921 рік

Комедія-драма (англ. Comedy-drama) або Драмедія (англ. Dramedy; від злиття слів драма і комедія) — піджанр трагікомедії, особливо на телебаченні, який поєднує в собі елементи комедії та драми.
До початку 1960-х років телевізійні компанії, зазвичай, представляли півгодинні «комедійні» серії або годинні «драми». Півгодинні серії в основному обмежувались комедіями ситуацій (ситком) або сімейними комедіями і, як правило, при показі супроводжувались звуковою доріжкою з живого або записаного сміху. Годинні драми складалися з поліцейських і детективних серіалів, вестернів, наукової фантастики і серіалізованих мильних опер, що виходили у прайм-тайм.
Можливо, одним з перших американських телевізійних шоу, в якому з успіхом були поєднані елементи комедії та драми разом, став серіал Джекі Купера на військову тематику «Hennesey» (1959—1962). Хоча шоу супроводжувалось записом сміху, воно також містило багато елементів, притаманних драмі. Звукова доріжка зі сміхом не використовувалась надмірно в кожному з епізодів, а у третьому сезоні була повністю виключена з серіалу.
У 1960-ті роки зросли спроби збалансувати в серіалах гумор з більш драматичними та гуманістичними моментами, але вони залишалися винятком із правил. У США, починаючи приблизно з 1969 року, здіймається коротка хвиля півгодинних шоу без звукової доріжки зі сміхом, в яких навмисно чергувалися комедійні та драматичні сцени, а також в кінці 1970-х на початку 1980-х років деякі годинні шоу, такі як «CHiPs». Вони були відомі як «драмедії».
Відомим раннім (1969—1974) прикладом цього жанру був відзначений нагородами «Номер 222» — один з перших телесеріалів, цілком присвячений расовій інтеграції. В ньому комедійні епізоди були поєднані з вагомими темами, такими як міжрасові відносини, інтегрованість, студентське куріння та смертність, а також актуальні на той час питання війни у В'єтнамі та важкого повернення ветеранів війни.
Прикладом успішної драмедії, яка відзначила цей жанр на телебаченні, був серіал «Детективна агенція „Місячне сяйво“». Він породив багато критики та був високо оцінений у світі.
У Сполученому Королівстві жанр із успіхом з'явився вперше 1979 року разом з довготривалим серіалом «Minder». Інші відомі драмедії — «Auf Wiedersehen, Pet» і «Big Deal».
Драмедійні серіали тісно пов'язані з форматом зйомок на одну камеру.